# Planá nad Lužnicí (stacja kolejowa)
Planá nad Lužnicí – stacja kolejowa w miejscowości Planá nad Lužnicí, w kraju południowoczeskim, w Czechach. Znajduje się na linii 202 Benešov – Czeskie Budziejowice, na wysokości 405 m n.p.m..  

## Linie kolejowe
- 220: Benešov – Czeskie Budziejowice